# 本克別霍德爾卡門
本克別霍德爾卡門是伯利茲的城鎮，由卡約區負責管轄，位於該國西部，西邻瓜地馬拉的边境城镇梅爾喬德門科斯，距離首府聖伊格納西奧13公里，始建於十九世紀，該鎮人口在21世紀初快速增長，2010年人口5,824。瓜地馬拉政府也在镇内设有总领事馆。